# Саут-Ран (Вірджинія)
Саут-Ран (англ. South Run) — переписна місцевість (CDP) в США, в окрузі Ферфакс штату Вірджинія. Населення — 6462 особи (2020).

## Географія
Саут-Ран розташований за координатами 38°44′54″ пн. ш. 77°16′23″ зх. д. / 38.74833° пн. ш. 77.27306° зх. д. (38.748346, -77.273180).  За даними Бюро перепису населення США в 2010 році переписна місцевість мала площу 6,73 км², з яких 6,56 км² — суходіл та 0,17 км² — водойми.

## Демографія
Згідно з переписом 2010 року, у переписній місцевості мешкало 6389 осіб у 2093 домогосподарствах у складі 1936 родин. Густота населення становила 949 осіб/км².  Було 2113 помешкання (314/км²).
Расовий склад населення:
| - 80,1 % — білих - 11,2 % — азіатів - 5,1 % — чорних або афроамериканців - 0,2 % — корінних американців - 0,1 % — вихідців з тихоокеанських островів |

До двох чи більше рас належало 2,7 %. Частка іспаномовних становила 4,4 % від усіх жителів.
За віковим діапазоном населення розподілялося таким чином: 26,5 % — особи молодші 18 років, 64,4 % — особи у віці 18—64 років, 9,1 % — особи у віці 65 років та старші. Медіана віку мешканця становила 46,1 року. На 100 осіб жіночої статі у переписній місцевості припадало 99,6 чоловіків;  на 100 жінок у віці від 18 років та старших — 95,9 чоловіків також старших 18 років.
Середній дохід на одне домашнє господарство  становив 198 227 доларів США (медіана — 182 212), а середній дохід на одну сім'ю — 215 481 долар (медіана — 193 438). Медіана доходів становила 137 478 доларів для чоловіків та 95 847 доларів для жінок. За межею бідності перебувало 3,9 % осіб, у тому числі 2,2 % дітей у віці до 18 років та 15,6 % осіб у віці 65 років та старших.
Цивільне працевлаштоване населення становило 3157 осіб. Основні галузі зайнятості: науковці, спеціалісти, менеджери — 36,8 %, освіта, охорона здоров'я та соціальна допомога — 15,3 %, публічна адміністрація — 15,1 %.